# Floris Takens
Floris Takens (Zaanstad, 12 de novembro de 1940 – 20 de junho de 2010) foi um matemático neerlandês, que trabalhou com sistemas dinâmicos e teoria do caos.
Takens estudou na Universidade de Amsterdã, onde obteve em 1969 um doutorado, orientado por Nicolaas Kuiper, com a tese The minimal number of critical points of a function on a compact manifold and the Ljusternik-Schnirelmann category. Esteve depois no pós-doutorado no Institut des Hautes Études Scientifiques (IHES), onde trabalhou com David Ruelle, René Thom e Jacob Palis, com quem frequentemente foi convidado no Instituto Nacional de Matemática Pura e Aplicada (IMPA) na cidade do Rio de Janeiro.
Takens foi membro da Academia Real das Artes e Ciências dos Países Baixos (1991) e da Academia Brasileira de Ciências (1981). Foi palestrante convidado do Congresso Internacional de Matemáticos em Berkeley (1986: Homoclinic bifurcations).

## Obras
- com Palis: Hyperbolicity and sensitive chaotic dynamics at homoclinic bifurcations, Cambridge University Press, 1993
- com Palis, Sheldon Newhouse Bifurcations and stability of families of diffeomorphisms, Publications Mathématiques de l'IHÉS, Volume 57, 1983, p. 1–71
- com Palis Stability of Parameterized Families of Gradient Vector Fields, Annals of Mathematics 118, 1983, 383-421
- com Palis: Cycles and Measure of Bifurcation Sets for Two-Dimensional Diffeomorphisms, Inventiones Mathematicae 82, 1985, 397-422
- com Palis: Hyperbolicity and Creation of Homoclinic Orbits, Annals of Mathematics 125, 1987, 337-374.
- com Hendrik Broer Dynamical Systems and Chaos, Springer Verlag 2011